# Boves (Somma)
Boves – miejscowość i gmina we Francji, w regionie Hauts-de-France, w departamencie Somma.
Według danych na rok 2011 gminę zamieszkiwało 3079 osób, a gęstość zaludnienia wynosiła 121 osób/km² (wśród 2293 gmin Pikardii Boves plasuje się na 76. miejscu pod względem liczby ludności, natomiast pod względem powierzchni na miejscu 39.).